# Oued Jellal
Oued Jellal est un village d'Algérie, situé près de la ville de Zemmorah, entre la petite Kabylie et les grandes plaines de la wilaya de Bordj Bou Arreridj. Il fait partie de la commune de Zemmorah.
Deux Saints, Sidi Aamar et Djedi Omri, descendants de tribus Almoravides, ont fondé des écoles religieuses (ou zaouias) actives au XIXe siècle (Ouled Bou Karma, Ouled Si Khlifa entre autres), disparues avec la colonisation française.